# Concerto madrigal
Pour les articles homonymes, voir Madrigal (homonymie).
Le Concerto madrigal (ou Concierto madrigal) est un concerto pour deux guitares et orchestre écrit par Joaquín Rodrigo en 1967.
Rodrigo a écrit 5 concertos pour guitare dont son célèbre concerto d'Aranjuez. Le concerto madrigal est la dernière œuvre pour cette formation, postérieure de plus de 35 ans par rapport à sa partition maîtresse.
Il s'agit d'une commande des deux guitaristes Alexandre Lagoya et Ida Presti, faite au compositeur en 1960.
La création eut lieu à Los Angeles en 1970 par Angel et Pepe Romero sous la direction de Rafael Frühbeck de Burgos
Sa forme est plus celle d'une suite que d'un concerto.
L'œuvre comporte dix mouvements et son exécution demande un peu plus de 30 minutes. Il est inspiré de plusieurs pièces anciennes dont un madrigal de la renaissance ( O felici occhi miei ) composé par Jacques Arcadelt, une chanson du XVe siècle (IV), quelques danses. Elle se termine par une référence à son concerto d'Aranjuez, bouclant ainsi plusieurs siècles de musique espagnole.
- Fanfare (Allegro marziale)
- Madrigal (Andante nostalgico)
- Entrada (Allegro vivace)
- "Pastorcico, tú que vienes, pastorcico tú que vas" (Allegro vivace)
- Girardilla (Presto)
- Pastoral (Allegretto)
- Fandango (Molto ritmico)
- Arietta (Andante nostalgico)
- Zapateado (Allegro vivace)
- Caccia a la española